# كوجي ايواموتو (لاعب هوكي الجليد)
كوجي ايواموتو (باليابانية: 岩本宏二) هو لاعب هوكي الجليد ياباني، ولد في 22 يناير 1942.

## روابط خارجية
- كوجي ايواموتو على موقع أوليمبيديا (الإنجليزية)